# Єржиковський Сергій Миколайович
Сергій Миколайович Єржико́вський (нар. 23 березня 1895, Вільно — пом. 15 грудня 1989, Київ) — український радянський живописець і графік. Член Спілки художників України з 1938 року. Чоловік Н. Котек і батько О. Єржиковського.

## Біографія
Народився 11 (23) березня 1895 року у місті Вільно (тепер Вільнюс, Литва). Брав участь у Першій світовій війні. 1928 року закінчив Київський художній інститут (майстерня Ф. Кричевського). 
У 1929—1931 роках працював викладачем у Київській художньо-індустріальній школі, у 1931—1935 роках — у Харківському поліграфічному інституті, а у 1933—1935 роках — у Харківському художньому інституті; у 1935—1941 роках — у Київському художньому інституті. Брав участь у Другій світовій війні. З 1946 по 1969 рік знову у Київському художньому інституті (від 1947 року — професор кафедри живопису і композиції).
Від 1928 року брав участь у мистецьких виставках.
Помер в Києві 15 грудня 1989 року.

## Творчість
Основна галузь – реалістичний жанровий живопис. Автор сюжетно-тематичних картин на історичну тематику, баталістичних творів, жанрових полотен, ліричних пейзажів. У портретах відтворював душевні стани та індивідуальні характери; у лапідарних композиціях з особливою виразністю моделював класичні форми. 
Окремі роботи зберігаються в Національному художньому музеї України, Донецькому художньому музеї.
Картини:
- «Автопортрет із дружиною» (1928);
- «Дроворуби» (1928);
- «Автопортрет» (1929);
- «Шахтарська зміна» (1930);
- «На будівництві» (1931);
- «Окопна правда» (1932);
- «Преміювання колгоспників» (1933);
- «Художниця Н. Котек» (1934; 1946);
- «Любов» (1935);
- «Юні авіамоделісти» (1937);
- «Зустріч Т. Шевченка та М. Щепкіна у Нижньому Новгороді» (1939);
- «Син» (1939);
- «Співак М. Донець» (1940);
- «В. Ленін» (1940);
- «Т. Шевченко і М. Щепкін» (1940);
- «Командир полку Ф. Заярний» (1943);
- «Ніночка» (1946);
- «Артилеристи під Сталінградом» (1946);
- «У Сталінграді» (1947);
- «Герой Радянського Союзу В. Демидов» (1947);
- «У передгір’ї Карпат» (1948);
- «Гуцул» (1948);
- «Розбурхані хмари» (1949);
- «В. І. Ленін та Н. К. Крупська у Татрах серед гуралів» (1951—1952);
- «І. Ситник» (1955);
- «Ранок над Дніпром» (1957);
- «І. Беклемішева» (1957);
- «Русява дівчина» (1959);
- «Сумний лист» (1962);
- «Тетянка» (1965);
- «О. Шовкуненко» (1970);
- «Т. Шевченко» (1970);
- «Лікар Ф. Богданов» (1974);
- «Портрет комбайнера Д. С. Остапенка» (1975);
- «На річці Снов» (1975);
- «Т. Шевченко в Каневі» (1980);
- «В. Кирейко» (1986);
- «Е. Ціолковський» (1989).

## Відзнаки
- Заслужений художник УРСР з 1985 року;
- Нагороджений орденами Вітчизняної війни 2 ступеня (6 квітня 1985)[2], «Знак Пошани», медалями.